# محرم (ماه)
ماه مُحَرّم یا محرم‌الحرام نخستین ماه تقویم اسلامی (هجری قمری) و به اعتقاد مسلمانان از جملهٔ ماه‌های حرام است. نام این ماه پیش از اسلام در دوران جاهلیت مُؤْتَمِر یا المُؤْتَمِر بوده‌است و در زمان جاهلیت محرم (در عربی :المُحَرَّم) نامی بوده که به ماه صفرگفته می‌شد. محرم نخستین ماه از ماه‌های دوازده‌گانه قمری و یکی از ماه‌های حرام است که در دوران جاهلیت و نیز در اسلام، جنگ در آن تحریم شده‌بود. البته این ماه برای شیعیان بسیار مقدس می‌باشد؛ زیرا در دهم این ماه حسین بن علی امام سوم آن ها کشته شده و برای گرامی داشتن یاد او شیعیان در دهه ی اول این ماه به سوگواری می پردازند  و مراسم های مرثیه خوانی ، سینه زنی و تعزیه خوانی بر پا می کنند.
شب و روز اول محرم به عنوان اول سال قمری دارای نماز و آداب خاصی است که در کتاب مفاتیح‌الجنان بیان شده‌است. محرم، ماه حزن و اندوه و عزاداری شیعیان در قتل حسین بن علی است.

## مناسبت‌ها
- نخستین ماه در گاه‌شماری هجری قمری و آغاز سال جدید هجری قمری
- کشته‌شدن حسین بن علی و یارانش در نبرد کربلا
- فتح خیبر
- غزوه ذات الرقاع
- به خلافت رسیدن عثمان
- کشته شدن سجاد امام چهارم شیعیان
- قتل محمد امین برادر مأمون عباسی
- قتل جعفر برمکی و انقراض خاندان برمکی و دولت برمکیان
- لشکرکشی هلاکو خان به ایران و انقراض خلافت عباسی